# Фонтанська сільська територіальна громада
Фонтанська сільська територіальна громада — територіальна громада в Україні, у Одеському районі Одеської області. Утворена 17 липня 2020 року в результаті об'єднання Фонтанської сільської ради із Крижанівською, Олександрівською і Новодофінівською сільськими радами. У громади є вихід на узбережжя Чорного моря та Дофінівського лиману. Адміністративний центр — село Фонтанка.

## Склад громади
Староста Новодофінівського старостинського округу: Прудніков Віталій Костянтинович
Староста Крижанівського старостинського округу: Шаповалова Оксана Миколаївна
Староста Олександрівського старостинського округу: Фатенков Євгеній Олексійович
Села:
- Вапнярка
- Крижанівка
- Нова Дофінівка
- Олександрівка
- Фонтанка

Селища:
- Ліски
- Світле